# 1934 Jeffers
1934 Jeffers eller 1972 XB är en asteroid i huvudbältet som upptäcktes den 2 december 1972 av den amerikanske astronomen Arnold R. Klemola vid Lick observatoriet. Den har fått sitt namn efter astronomen Hamilton Jeffers.
Asteroiden har en diameter på ungefär 9 kilometer.